# Venray
Venray é um município dos Países Baixos, situado na província de Limburgo. Tem 165,00 km² de área e sua população em 2020 foi estimada em 43.707 habitantes.